# 島井宗室

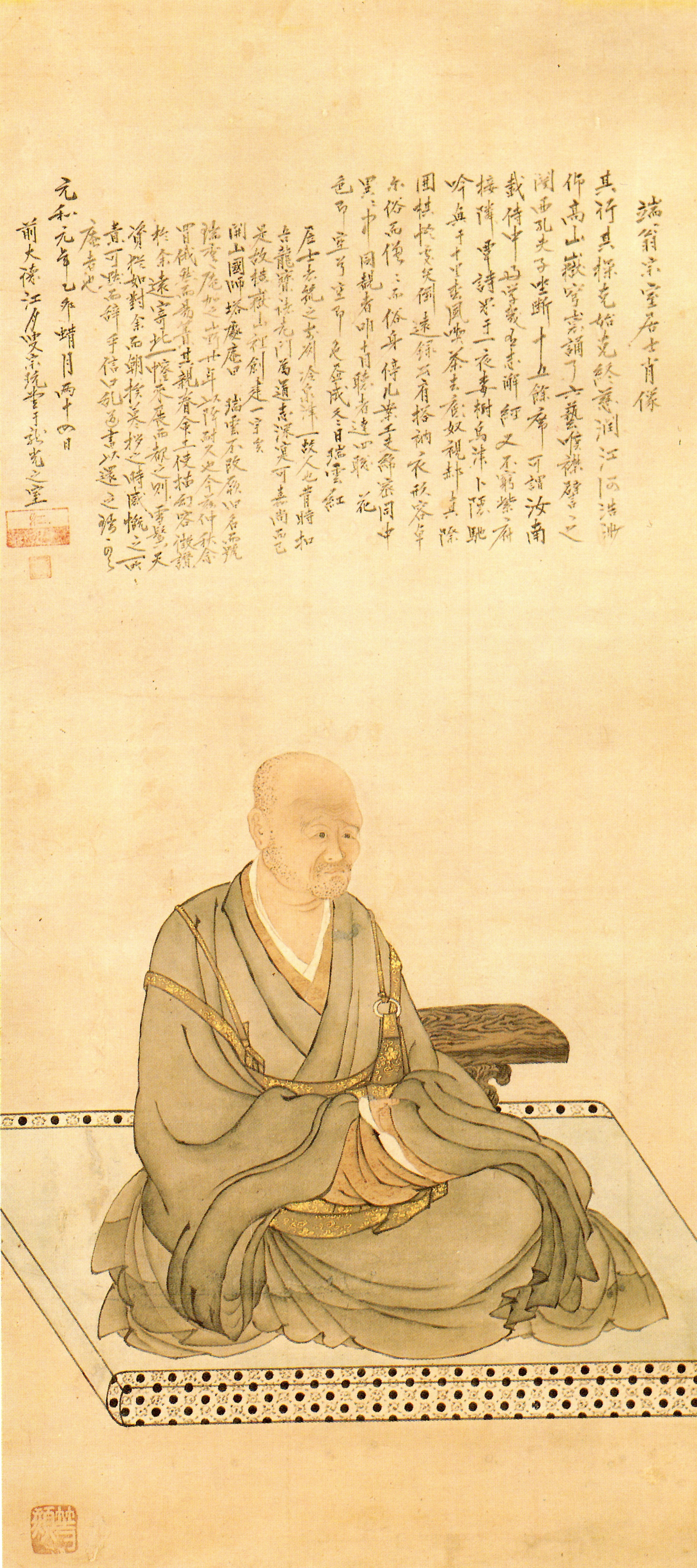
島井(嶋井)宗室像(雲谷等顔筆、江月宗玩賛)

島井（嶋井） 宗室（しまい そうしつ、天文8年（1539年）- 元和元年8月24日（1615年10月16日））は、戦国時代から江戸時代初期にかけての博多商人、茶人。「宗叱」（読み同じ）とも表記される。名は茂勝。号は虚白軒。神屋宗湛・大賀宗九と並び「博多の三傑」と呼ばれる。
「武士とキリシタンには絶対になるな」などの遺訓一七ヵ条が有名。

## 出自
島井家の系図には、藤原北家の血筋をひき、代々藤氏を名乗ったが、次郎右衛門茂久の代に島井姓に改めたとある。また、対馬国の宗氏の家臣である島井氏の一族という説もあるが定かではない。

## 生涯

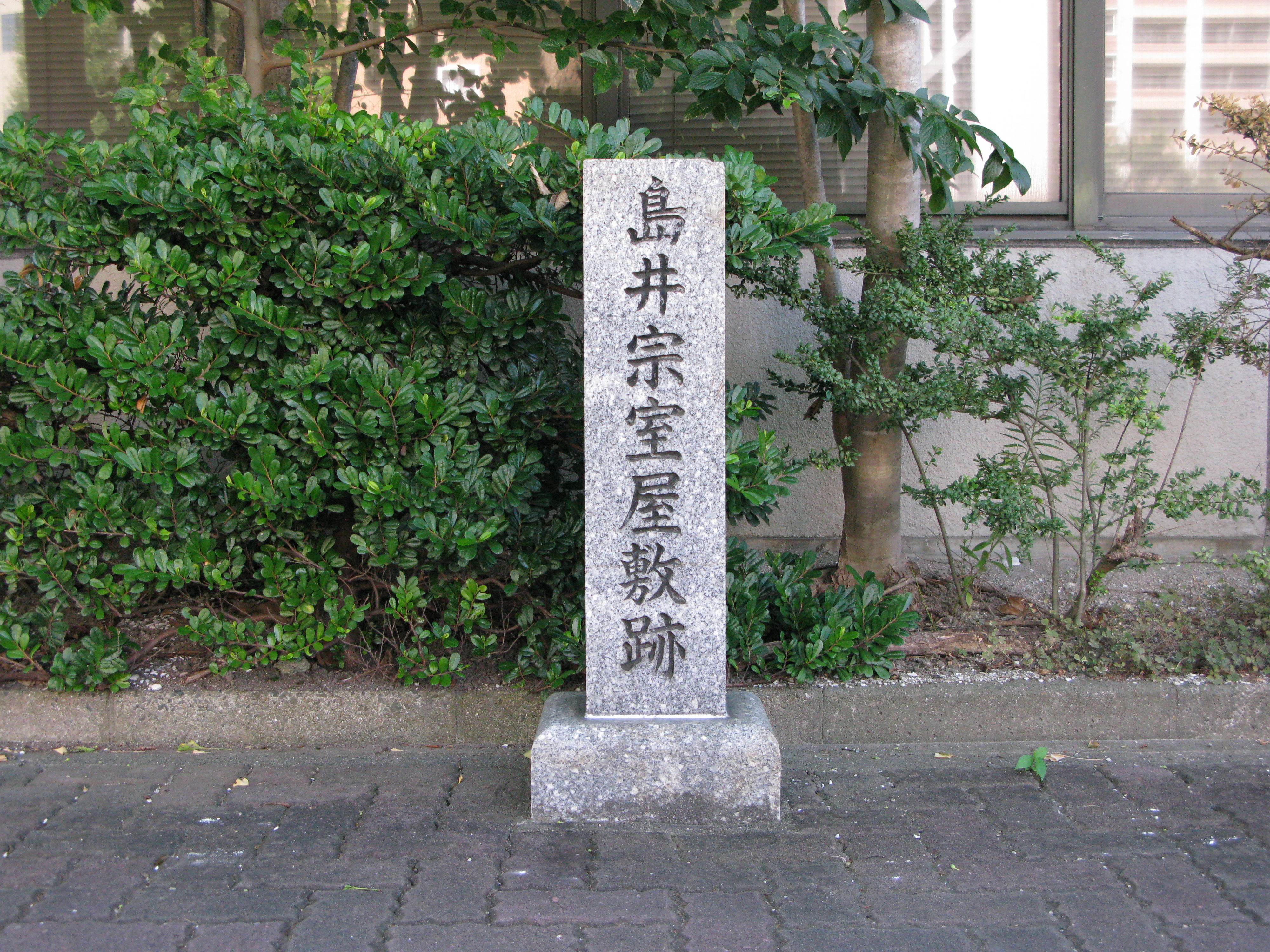
福岡市博多区中呉服町に建つ、島井宗室屋敷跡の石碑

天文8年（1539年）、誕生。神屋宗湛とは親族関係にあたる。
嶋井家は代々博多で酒屋や金融業を営むかたわら、寧波の乱で大内氏が東シナ海の貿易を独占すると明や李氏朝鮮とも日朝貿易を行なって、巨万の富を築き上げた。茂勝（宗室）の代になると先ず天正元年（1573年）に、当時の博多を支配していた戦国大名・大友宗麟との取引きを開始し、大友氏や対馬の宗氏らの軍資金を調達する代わりに、宗麟から様々な特権を得て豪商としての地位を確立してゆく。また、堺の茶人兼豪商である千宗易（後の千利休）や津田宗及、その叔父天王寺屋道叱らと懇意になり、数奇者として朝鮮貿易業者として交歓しあった。京都大徳寺にて出家し、名を宗室とした。
耳川の戦いで大友氏が没落し、代わって島津氏が台頭してくると、大友氏寄りの宗室は自身の特権が島津氏に奪われることを危惧して当時の天下人・織田信長に謁見してその保護を得ようとし、天正10年（1582年）5月に同じ博多の豪商神屋宗湛と共に上洛、信長と近江国安土城にて謁見した。この際に、保護する代わりとして宗室が所有していた天下三肩衝の一つである茶器・楢柴肩衝を信長に譲ることが条件とされたといわれている。また、信長は諸外国との貿易を前提に宗室を保護しようとしたという。
続いて二人は上洛すると本能寺で再び信長と謁見し、そのまま本能寺に宿泊して本能寺の変に巻き込まれてしまった。その際、宗室は燃える本能寺から脱出する際に空海直筆の『千字文』を、宗湛は信長愛蔵の牧谿・『遠浦帰帆図』（現・重要文化財）を持ち出している。現在『千字文』は博多の東長寺に、『遠浦帰帆図』は京都国立博物館に収められている。
信長の死後に台頭した豊臣秀吉の保護を得て、畿内から博多、さらには対馬にいたる交通路を築き上げ、これによって南蛮・朝鮮などの貿易品の取引を行ない栄華を極めた。また秀吉の九州征伐にも協力している。天下統一後、秀吉が朝鮮出兵（文禄・慶長の役）を企むと、大切な通商国と戦争するという利害からこれに強硬に反対し、宗義智や小西行長と協力して渡朝し、朝鮮国王と戦争回避を図る折衝を行なった。しかしこれは空回りに終わったうえ、秀吉の派兵後も撤兵を強硬に主張したため、遂に秀吉の怒りを買って蟄居を命じられた。後に許された後は、五奉行の石田三成と協力して日本軍の後方兵站役を務める一方で、明との和平の裏工作を行ない、その後はまた海外貿易により、豪商として莫大な富を蓄積し、諸大名に金を貸し付け、上方では貿易で手に入れた珍品や茶器などを売り利益を得た。しかし江戸時代に入ると宗湛と同じく家康からは冷遇された。
慶長5年（1600年）の関ヶ原の戦い後、筑前博多が豊前国中津より移ってきた黒田長政の支配下に入ると、宗室は長政の福岡城の築城のために金銀や材木、名物茶器の寄進など、その財力において協力している。
元和元年（1615年）8月24日、死去。墓地は崇福寺瑞雲庵。なお、死の直前、養嗣子の島井信吉に対して17ヶ条の訓戒を送っている。
著作に『島井宗室日記』。肖像画は福岡市立博物館所蔵。大正5年（1916年）、従五位を追贈された。
福岡都市高速呉服町出入口近くに島井宗室屋敷跡の石碑がある。また、屋敷の土塀は太平洋戦争における空襲後も残っていたため、これを保存するため、近くの櫛田神社境内に移し再現され、「博多べい」として記念碑となっている。

## 関連文献
- 田中健夫『島井宗室』人物叢書　吉川弘文館　1961。新装版 1986 ISBN 9784642050494。オンデマンド版 2021年 ISBN 9784642750493

## 関連作品
小説
- 指方恭一郎『銭の弾もて秀吉を撃て』（ダイヤモンド社、2011年 / 日経文芸文庫、2014年）
- 火坂雅志『気骨稜々なり　島井宗室』（小学館文庫、2017年）
- 天野純希「宗室の器」（初出：『決戦！本能寺』講談社、2015年 / 講談社文庫、2018年、再録：『有楽斎の戦』講談社、2017年 / 講談社文庫、2020年）